# Der Ring des Polykrates

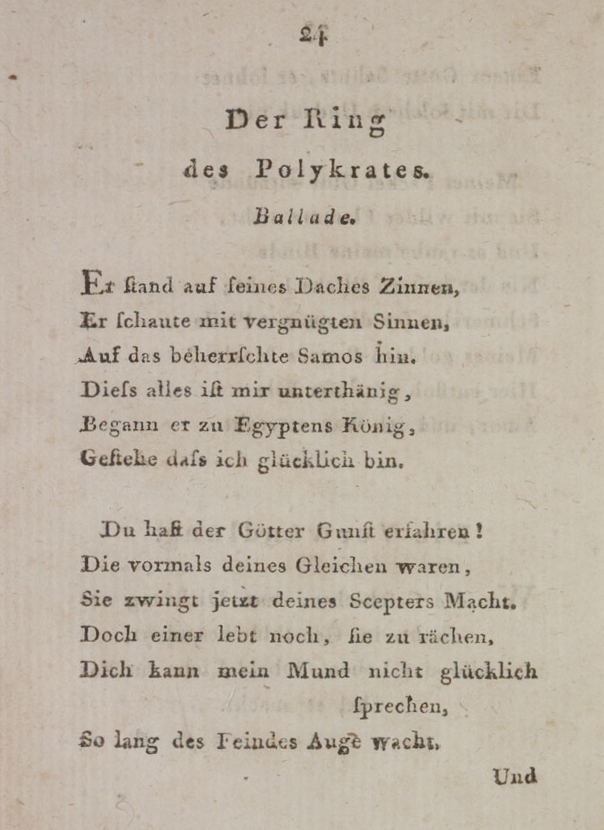
Beginn der Ballade im Musen-Almanach für das Jahr 1798 (Erstdruck, Ausschnitt von S. 24)

Der Ring des Polykrates ist eine im Juni 1797 geschriebene und im Musen-Almanach für das Jahr 1798 zuerst erschienene berühmte Ballade Friedrich Schillers. Sie behandelt das Thema, dass größter Erfolg umso gewisser tiefen Sturz befürchten lässt.

## Inhalt

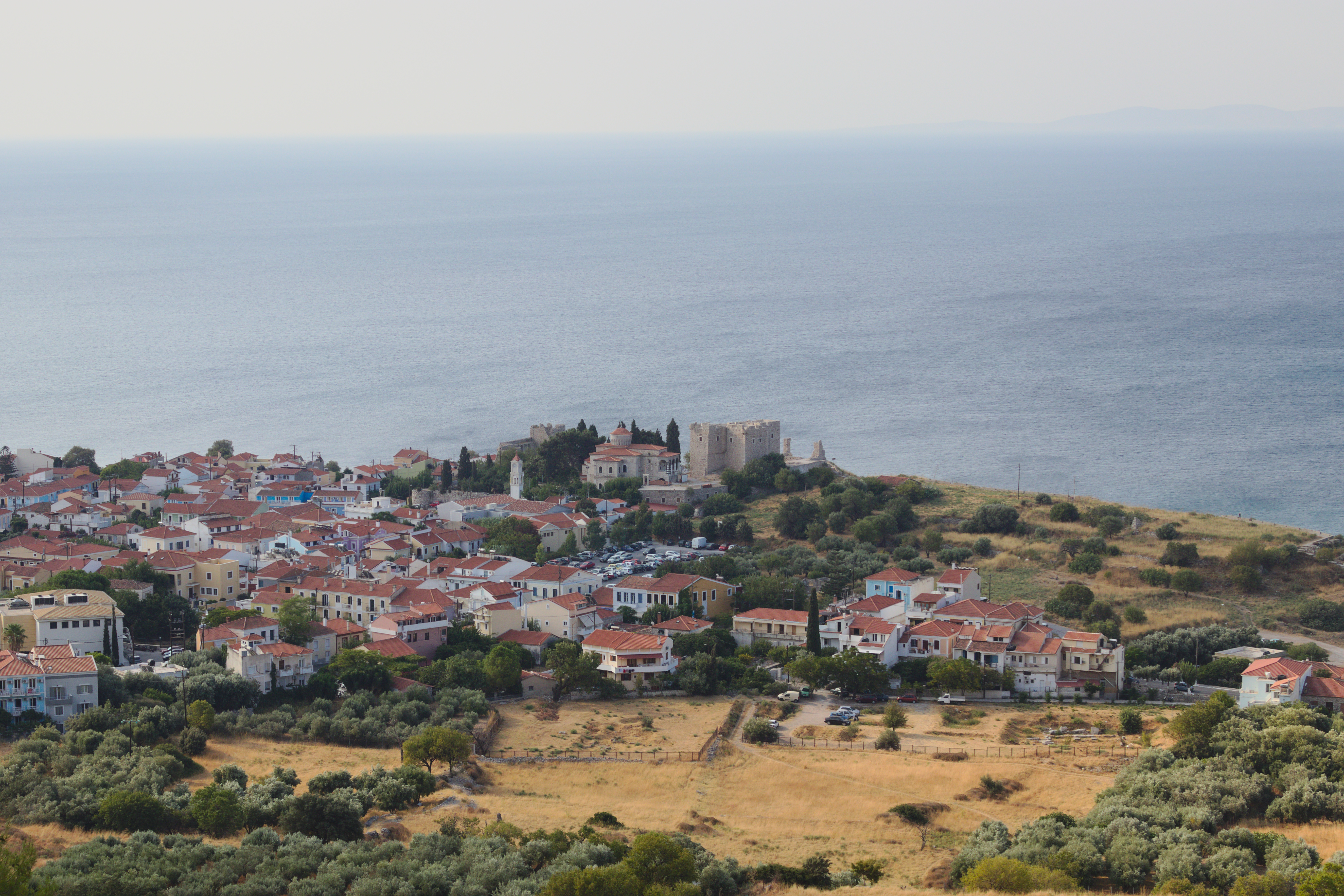
Pythagorio, erbaut auf den Ruinen der antiken Stadt Samos

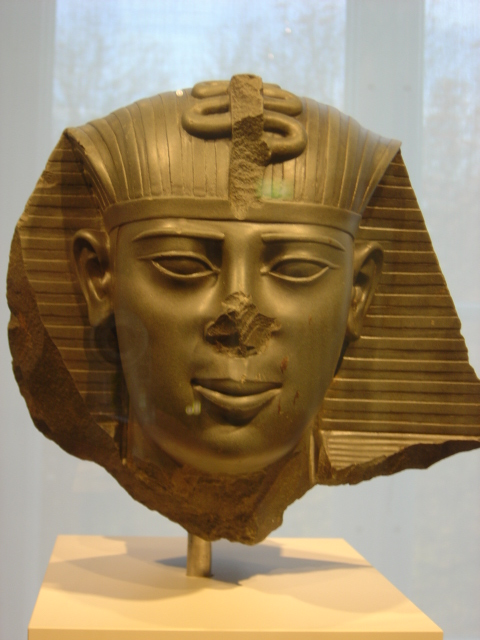
Pharao Amasis (Ägyptens König)

Die Ballade beginnt mit den folgenden Worten:
Er stand auf seines Daches Zinnen,

Er schaute mit vergnügten Sinnen

Auf das beherrschte Samos hin.

„Dies alles ist mir untertänig,“

Begann er zu Ägyptens König,

„Gestehe, daß ich glücklich bin.“
Die Handlung der Geschichte wird auf zwei Tage zusammengedrängt. Zwölf der sechzehn Strophen behandeln ein einzig von Erfolgsmeldungen unterbrochenes, allenfalls mehrstündiges Gespräch des Tyrannen Polykrates von Samos mit seinem Freund, dem auf der reichen Insel Samos zu Besuch weilenden Pharao Amasis.
Am Anfang, indes die beiden auf „das beherrschte Samos“ blicken, rühmt sich Polykrates seines Glückes. Damit sind zwei antike Vorstellungen angesprochen: der Wankelmut der Tyche (der Fortuna, des Glücks) und der die Vergeltung (die Nemesis) auf sich herabrufende Übermut (die Hybris). Dreimal weist der um Polykrates immer besorgter werdende Freund diesen auf bestehende Gefahren hin (den Feldzug in Kleinasien, die Gefahr für seine Flotte, die Seemacht der Kreter). Doch kaum ausgesprochen, werden die Warnungen gegenstandslos: Ein Siegesbote bringt das Haupt des besiegten gegnerischen Feldherrn, die samische Flotte fährt bekränzt ein, und die Meldung „Die Kreter hat der Sturm zerstreuet“ wird überbracht. Amasis, dadurch nicht beruhigt, sondern entsetzt („Mir grauet vor der Götter Neide, | des Lebens ungemischte Freude | ward keinem Irdischen zuteil“), rät Polykrates, seinen teuersten Schatz ins Meer zu werfen, um seinem Glück selbst ein Unglück hinzuzufügen. Polykrates, „von Furcht beweget“, wirft seinen Lieblingsring in die Fluten.
Anderntags erscheint der Koch: Der Ring des Polykrates hat sich in einem gefangenen Fisch gefunden. Amasis verlässt den Polykrates auf der Stelle: „Die Götter wollen dein Verderben, | fort eil ich, nicht mit dir zu sterben.“

## Rezeption
Schiller konnte sich darauf verlassen, dass seine Leser Polykrates’ künftiges Geschick kannten: Er wurde 522 v. Chr. vom persischen Satrapen Oroites gefangen, auf Mykale getötet, sein Leichnam gekreuzigt. Bereits Schillers Quelle Herodot hatte im 3. Buch seiner Historien diesen Kontrast von Erfolg und schmählichem Ende hervorgehoben.
Im Kreis um Schiller erfuhr die Ballade neben vielfältiger Zustimmung durchaus auch Kritik, wie der Briefwechsel Schillers mit seinem Freund Christian Gottfried Körner zeigt. Körner hielt den Stoff für zu trocken. Er meinte, ein erzählendes Gedicht fordere eine menschliche Hauptfigur, und für diese die stärkste Beleuchtung. Dies vermisse er im Ring des Polykrates. Dadurch werde die Wirkung des Ganzen geschwächt. Das Schicksal könne nie der Held eines Gedichts werden, aber wohl ein Mensch, der mit dem Schicksal kämpft. Diese Einwände ließ Schiller teilweise gelten, verwies aber auf die Meinung Johann Wolfgang von Goethes, der Körners Begriff, aus dem dieser urteile und tadele, für zu eng ansehe, und diese Gedichte, zu denen der Ring des Polykrates gehört, als eine neue, die Poesie erweiternde Gattung angesehen wissen wolle.

„Die Trockenheit, die Du […] auch am Polycrates bemerkst mag von dem Gegenstand wohl kaum zu trennen seyn; weil die Personen darinn nur um der Idee willen da sind, und sich als Individuen derselben subordinieren. Es fragte sich also bloß, ob es erlaubt ist, aus dergleichen Stoffen Balladen zu machen; denn ein größres Leben möchten sie schwerlich vertragen, wenn die Wirkung des Uebersinnlichen nicht verlieren soll. Ich habe von der Ballade keinen so hohen Begriff, daß die Poesie nicht auch als bloßes Mittel dabei statthaben dürfte.“

Die Ballade bindet alle Motive in eine schnelle Handlung ein. Sie zeigt, dass der Vers straffer formulieren und schärfer pointieren kann als z. B. belehrende Prosa über die Kehrseite historischer Erfolge. Ihr Schluss, der das kommende Unheil weg lässt, konnte den Zeitgenossen Napoleons als Vorwegnahme von dessen Glück und Ende erscheinen. Sie gehörte zum festen Bestand des gymnasialen Deutschunterrichts bis wenigstens in die 1970er Jahre hinein und wurde in diesem Zusammenhang oft parodiert.
Die Geschichte des Ringes ist eine bekannte Wandersage, die unter anderem auch in der Heiligenlegende des Bischofs Asaph auftaucht.

## Musikalische Parodien
Der Ring des Polykrates ist der Titel einer 1869 in München uraufgeführten Burleske mit Gesang und Tanz in einem Aufzuge von August Schäffler (ein fränkischer Dichter, Schriftsteller, Archivar und Geschichtsforscher) und Max Stahl mit der Musik von Georg Kremplsetzer.
Der Ring des Polykrates ist auch der Titel einer einaktigen, heiteren Oper des Komponisten Erich Wolfgang Korngold. Das Libretto folgt frei dem gleichnamigen Lustspiel von Heinrich Teweles. Das Werk entstand 1913/14 und wurde 1916 uraufgeführt. Die Handlung spielt im Jahre 1797. Zwei Paare, ein Ehepaar und dessen Dienerpärchen, erleben eine glückliche Liebe. Ein Gast sät Zweifel, man beschließt, nach dem Vorbild von Schillers druckfrischer Ballade den Ring zu werfen, und die Schicksalsfrage nach dem Vorleben der Frauen wird gestellt. Doch das Glück hat Bestand. Der Gast wird „den Göttern geopfert“.

## Bildliche Darstellungen
1. „Der Ring des Polykrates“, Kupferstich von Matthäus Merian dem Älteren, 1630.
2. „Der Ring des Polykrates“, Chromolithographie, um 1890. Teil eines Spiels zu Gedichten und Dramen von Friedrich Schiller.